# Opel Ascona
Opel Ascona betegner en bilmodelserie fra Opel, som blev bygget i årene 1970 til 1988. Modellen er opkaldt efter den schweiziske by af samme navn. Ascona var større end Opel Kadett, og tilhørte ligesom den den lille mellemklasse.
Allerede i slutningen af 1950'erne blev nogle specialmodeller af Olympia Rekord P1 i Schweiz betegnet Ascona. Derudover fandtes der i slutningen af 1960'erne en special schweizisk udstyrsvariant af Kadett B, som hed Ascona 1700.
Ascona blev i 1988 afløst af Vectra.

## De enkelte generationer
Der findes tre generationer af Opel Ascona:
- Opel Ascona A
1970−1975
- Opel Ascona B
1975−1981
- Opel Ascona C
1981−1988